# Othar Turner
Pour les articles homonymes, voir Turner.
Othar Turner, né dans le comté de Rankin, Mississippi, le 2 juin 1907 et mort à Gravel Springs, Mississippi, le 26 février 2003, est un chanteur et musicien de blues américain et l'un des principaux représentants du style fife and drums.
Son album Everybody Hollerin' Goat en 1998 se classe à la 2e place des meilleures ventes d'albums aux États-Unis. Il est l'un des cinq Essential Blues Records of the Decade selon Rolling Stone. Turner reçoît également le Miscellaneous Artist of the Year Award de l'année en 1998.

## Biographie
Othar Turner, de son vrai nom Otho ou Otha Turner, naît le 2 juin 1907 (ou 1908,) dans le comté de Rankin, près de Canton, Mississippi. Il grandit dans la petite communauté de Gravel Springs (traduction : « sources de gravier »), dans le Nord du Mississippi, près des villes de Como et de Senatobia. C'est un fermier qui passera la majeure partie de sa vie dans la même région. Adolescent, il apprend à jouer du fifre auprès de son voisin R. E. Williams et découvre le répertoire lors de pique-niques dans la région. Williams lui enseigne le fifre les jours de pluie, quand il est impossible de cueillir le coton, et lui offre son premier instrument, un fifre fait maison dans une tige de canne à sucre. Turner jour également du tambour, de la guitare et de l'harmonica.
Il joue dans les fêtes locales avec Sid Hemphill et Napoleon Strickland, puis finalement avec son propre groupe appelé Rising Star Fife and Drum Band, qui est principalement composé de membres de sa famille, dont sa fille, de ses petit-enfants et de son neveu. Turner organise lui-même un pique-nique dans sa ferme à l'occasion du Labor Day (Fête du Travail), qui se termine par une danse sur la musique du groupe. Au fil du temps, cet événement passe d'une réunion familiale à un rassemblement local, pour enfin attirer des fans du monde entier.
Dans les années 1950, c'est Othar Turner qui présente le guitariste de blues Fred McDowell à Alan Lomax, avant d'être lui-même enregistré par Lomax pour son documentaire The Land Where the Blues Began,  en 1978. Mais c'est le folkloriste George Mitchell qui effectue les premiers enregistrements de Turner, tout comme ceux de Napoleon Strickland, dans les années 1960,. Dans les années 1970, Turner et son Rising Star Fife and Drum Band commencent à se produire en dehors du Mississippi, d'abord dans des festivals de blues à la Nouvelle-Orléans et à Chicago. En 1982, Turner, avec Jessie Mae Hemphill et Abe Young, jouent le rôle du « Mississippi Fife and Drum Corps » dans l'épisode 1509 de la série Mr. Rogers' Neighborhood.
En 1993, Othar apparaît pour la première fois sur le disque Mississippi Delta Blues Jam in Memphis, Vol. 1, enregistré lors d'un festival à Memphis en 1969. Il interprète le morceau  Otha's Piece et accompagne Strickland au tambour. Il n'était pas vraiment célèbre jusque-là. En 1995, il enregistre plusieurs titres pour un E.P. intitulé Everybody Hollerin' Goat, tandis que d'anciens enregistrement réalisés par George Mitchell apparaissent sur deux albums, Traveling Through the Jungle (Fife And Drum Band Music From The Deep South) et It Came From Memphis. En 1996, le groupe joue au 13th Annual Chicago Blues Fest. Turner participe également chaque année au Sunflower River Blues and Gospel Festival, où le Rising Star Fife and Drum Corps fait l'ouverture.
1998 est sa plus grande année parce qu'Othar sort Everybody Hollerin' Goat, un CD enregistré dans sa ferme de Gravel Springs. Il s'agit du premier disque entièrement consacré à la musique de Fife and drums. Cet album se hisse à la 2e place dans les charts américains[réf. souhaitée]. Il est désigné comme l'un des cinq Essential Blues Records of the Decade par le magazine Rolling Stone. Turner reçoît également  le Miscellaneous Artist of the Year Award. Son second album, From Senegal to Senatobia, combine son Fife and drums bluesy avec des musiciens dénommés Afrossippi Allstars. Les deux albums parus sur Birdman Records sont produits par Luther Dickinson, un élève d'Othar Turner et guitariste du North Mississippi All-Stars, un groupe musical populaire du Mississippi.
Une de ses chansons, Shimmy She Wobble, figure sur la bande originale du film Gangs of New York en 2002. Le réalisateur Martin Scorsese présente Othar Turner dans la série de films documentaires The Blues, à propos du lien entre les rythmes africains et le blues américain. Le concept sera poursuivi sur l'album Mississippi to Mali de Corey Harris en 2003 dédié à Turner, avec la participation de Shardé Thomas, sa petite-fille âgée de 12 ans.
Othar Turner meurt à l'âge de 95 ans, le 26 ou le 27 février 2003, à Gravel Springs, le même jour que sa fille Bernice Pratcher. Le cortège menant les deux corps au cimetière est accompagnéé par le Rising Star Fife and Drum Band avec, à sa tête, Shardé Thomas jouant du fifre.

## Honneurs et récompenses
En 1992, Turner reçoît le National Heritage Fellowship du National Endowment for the Arts, ce qui représente la plus haute distinction décernée par le gouvernement des États-Unis dans le domaine des arts et traditions populaires. Il reçoit également le Smithsonian Lifetime Achievement Award et le Charlie Patton Lifetime Achievement from the Mississippi Delta Blues.
Il est nommé deux fois, en 2000 et 2003, aux W.C. Handy Blues Awards (actuels Blues Music Awards) de la Blues Foundation dans la catégorie « Autre instrumentiste de blues ».

## Discographie
- 1998 : Everybody Hollerin' Goat
- 1999 : From Senegal to Senatobia